# Quarante-cinquième circonscription du Sénat de Pologne
La Quarante-cinquième circonscription du Sénat de Pologne est une circonscription qui couvre une partie de la ville de Varsovie et plusieurs de ses arrondissements, comme Bemowo, Ochota, Ursus, Włochy et Wola.
La circonscription est créée à la suite de la modification du Code électoral en janvier 2011. Les premières élections ont lieu le 9 octobre 2011.
Des élections ont été organisées pour la première fois le 9 octobre 2011. Auparavant, la superficie du district no 45 appartenait au district no 18.

## Historique des sénateurs
| Législature | Législature    | Sénateur | Sénateur          | Groupe parlementaire                                          |                                |
| ----------- | -------------- | -------- | ----------------- | ------------------------------------------------------------- | ------------------------------ |
|             | VIIIe, IXe, Xe |          | Aleksander Pociej | Plate-forme civique (2011-2019) Coalition civique (2019-2023) |                                |
|             | XIe            |          | Magdalena Biejat  | La Gauche (La Gauche ensemble)                                | La Gauche (La Gauche ensemble) |

## Historique des élections

### Élections parlementaires de 2011
| Candidats | Candidats          | Coalition                          | Partis              | Voix    | %     |
| --------- | ------------------ | ---------------------------------- | ------------------- | ------- | ----- |
|           | Aleksander Pociej  | Plate-forme civique                | Plate-forme civique | 99 358  | 45,19 |
|           | Krzysztof Bielecki | Droit et justice                   | Droit et justice    | 70 315  | 31,98 |
|           | Danuta Waniek      | Alliance de la gauche démocratique | Indépendante        | 50 197  | 22,83 |
| Total     | Total              | Total                              | Total               | 219 870 | 100   |

### Élections parlementaires de 2015
| Candidats | Candidats          | Coalition                  | Partis                     | Voix    | %     |
| --------- | ------------------ | -------------------------- | -------------------------- | ------- | ----- |
|           | Aleksander Pociej  | Plate-forme civique        | Plate-forme civique        | 100 445 | 45,09 |
|           | Krzysztof Bielecki | Droit et justice           | Droit et justice           | 80 513  | 36,14 |
|           | Piotr Waglowski    | KWW Piotr Waglowski        | KWW Piotr Waglowski        | 22 719  | 10,20 |
|           | Anna Kalata        | KWW Kalata pour la Pologne | KWW Kalata pour la Pologne | 109 105 | 8,58  |
| Total     | Total              | Total                      | Total                      | 222 782 | 100   |

### Élections parlementaires de 2019
| Candidats | Candidats          | Coalition         | Partis              | Voix    | %     |
| --------- | ------------------ | ----------------- | ------------------- | ------- | ----- |
|           | Aleksander Pociej  | Coalition civique | Plate-forme civique | 175 660 | 67,06 |
|           | Krzysztof Bielecki | Droit et justice  | Droit et justice    | 86 289  | 32,94 |
| Total     | Total              | Total             | Total               | 261 949 | 100   |

### Élections parlementaires de 2023
| Candidats | Candidats        | Coalition        | Partis             | Voix    | %     |
| --------- | ---------------- | ---------------- | ------------------ | ------- | ----- |
|           | Magdalena Biejat | La Gauche        | La Gauche ensemble | 204 934 | 72,40 |
|           | Michael Grodzki  | Droit et justice | Droit et justice   | 78 128  | 27,60 |
| Total     | Total            | Total            | Total              | 283 062 | 100   |